# 采廷城堡

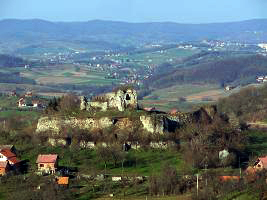
采廷城堡

采廷城堡（fortress of Cetin）是克羅埃西亞的一座要塞建築，位於采廷格拉德以南5（3英里）。采廷要塞切廷在克羅埃西亞歷史上發揮了重要作用。1527年，克羅埃西亞貴族在這裡選舉斐迪南一世為克羅埃西亞國王。之後的數個世紀，這裡曾是奧地利帝國和奧斯曼土耳其帝國對峙的前線。

## 外部連結
- An old photo and a description of Cetin castle from 1866

45°08′18″N 15°43′54″E / 45.13833°N 15.73167°E